# モーニングジャム
モーニングジャム（MORNING JAM）は、エフエム福岡で月曜 - 木曜 7:30 - 12:30、金曜 7:30 - 10:55に放送しているラジオ番組。1992年4月にスタート。

## 概要
同年3月まで放送していた『おもしろモーニングマーチ』を受け継ぐ形で番組開始。当時のパーソナリティーであったたけうちいづるが続投した。
1995年の9:00 - 17:00の通称レーベル『BEAT 9TO5』の午前パート（9:00 - 11:00）である『BEAT 9TO5 MORNING JAM』（ビートナイン・トゥ・ファイブ モーニングジャム）としてリニューアル。
1997年4月に早朝時間帯再編と同時に、『BEAT MORNING GUMBO』（7:30 - 9:00）の終了で後半パートを吸収、8:20 - 11:00になる。翌1998年春でたけうちにかわり中島浩二が登板。番組名に中島の愛称である“ナカジー”とバンカヨコの苗字を冠とした『ナカジー&バン MORNING JAM』（ナカジー アンド バン モーニングジャム）に改題。2003年3月でバンが降板と同時に『MORNING JAM』にタイトルを戻した。
2013年4月に早朝時間帯再編し、長きにわたり放送された早朝生放送が終了（『STAND UP! MORNING』。6:00 - 8:00）。6時台が5時台から繰り下がってきた『よりぬき ラジ★ゴン』・『よりぬき ブチカン』という録音放送となってしまったため、早朝帯番組の要素を含ませる意味合いもあって7:30 - 10:55の放送となる。
2016年4月に平日 11:30 - 11:55に放送されてきた『NTT西日本 ミュージック・サロン』の月曜 - 木曜版を終了し、『SUPER RADIO MONSTER ラジ★ゴン』の放送時間を30分繰り下げて月曜 - 木曜 7:30 - 12:30を拡大。そのため金曜 7:30 - 10:55以外は『坂本美雨のディア・フレンズ』（TOKYO FM制作）を内包し、現在に至っている。
「おもろい家族」という番組内人気コーナーより、リスナーからの投稿をまとめた「おもろい家族本」を2001年に出版。その後、2015年2冊目となる、CD付きの「聴ける! おもろい家族本」なども出版されており、2019年2月10日には3冊目となる「おもろい家族本」が発売された。
半年に一度、「半期に一度のリスナー感謝ウィーク」が2・3週間に渡って行なわれる。
大晦日のエンディングはUNICORNの雪が降る町で番組を締めくくる。

## パーソナリティー

### 現在
- 中島浩二
  - 毎年7月1日は博多祇園山笠に参加の為休演するほか、2～3年に一回程度、海外サッカー観戦等の理由で一週間休演する。代演は黒川修、HARU、ちん、町田隼人、岡本ヒロミツなど、同局他番組の男性パーソナリティが主に務める。
- 〈月・木曜日〉こはまもとこ（フリーアナウンサー）
  - 2007年1月 - 2009年9月は産休期間中を除き、金曜も担当していた。同年2月 - 7月3日・2011年4月 - 9月8日は産休、2009年10月 - 2013年3月は産休期間中を除き月曜 - 木曜担当。また、2018年3月まではエフエム福岡のアナウンサー。2019年3月まで水曜も担当していた。
- 〈火・金曜日〉今村敦子
  - 2006年12月までは金曜を担当していたが、出産のため降板。その後、こはま産休時の代打パーソナリティー（金曜担当）を経て、2009年10月より正式に金曜担当に復帰した。また2013年4月より新たに火曜も担当。
- 〈水曜日〉 岡本ヒロミツ
  - 2022年10月より担当。

### 過去
| 期間      | 期間       | 男性           | 女性         | 女性         | 女性         | 女性         | 女性         |
| 期間      | 期間       | 男性           | 月曜         | 火曜         | 水曜         | 木曜         | 金曜         |
| --------- | ---------- | -------------- | ------------ | ------------ | ------------ | ------------ | ------------ |
| 1992.4.1  | 1995.3.31  | たけうちいづる | （不在）     | （不在）     | （不在）     | （不在）     | （不在）     |
| 1995.4.3  | 1998.3.31  | たけうちいづる | バンカヨコ   | バンカヨコ   | バンカヨコ   | バンカヨコ   | バンカヨコ   |
| 1998.4.1  | 2003.3.31  | 中島浩二       | バンカヨコ   | バンカヨコ   | バンカヨコ   | バンカヨコ   | バンカヨコ   |
| 2003.4.1  | 2004.3.31  | 中島浩二       | 木村佳代     | 木村佳代     | 木村佳代     | 木村佳代     | 今村敦子     |
| 2004.4.1  | 2006.12.29 | 中島浩二       | こはまもとこ | こはまもとこ | こはまもとこ | こはまもとこ | 今村敦子     |
| 2007.1.4  | 2009.1.30  | 中島浩二       | こはまもとこ | こはまもとこ | こはまもとこ | こはまもとこ | こはまもとこ |
| 2009.2.2  | 2009.7.3   | 中島浩二       | 田代奈々     | 田代奈々     | SAYURI       | SAYURI       | 今村敦子     |
| 2009.7.6  | 2009.9.25  | 中島浩二       | こはまもとこ | こはまもとこ | こはまもとこ | こはまもとこ | こはまもとこ |
| 2009.9.28 | 2011.4.1   | 中島浩二       | こはまもとこ | こはまもとこ | こはまもとこ | こはまもとこ | 今村敦子     |
| 2011.4.4  | 2011.9.9   | 中島浩二       | 今村敦子     | 香月千鶴     | 木原友香     | 木原友香     | 今村敦子     |
| 2011.9.12 | 2013.3.29  | 中島浩二       | こはまもとこ | こはまもとこ | こはまもとこ | こはまもとこ | 今村敦子     |
| 2013.4.1  | 2014.2.28  | 中島浩二       | こはまもとこ | 今村敦子     | 香月千鶴     | こはまもとこ | 今村敦子     |
| 2014.3.3  | 2014.8.1   | 中島浩二       | 今村敦子     | 今村敦子     | 香月千鶴     | 上野奈生     | 今村敦子     |
| 2014.8.4  | 2016.4.1   | 中島浩二       | こはまもとこ | 今村敦子     | 香月千鶴     | こはまもとこ | 今村敦子     |
| 2016.4.4  | 2018.3.30  | 中島浩二       | こはまもとこ | 今村敦子     | 上野奈生     | こはまもとこ | 今村敦子     |
| 2018.4.2  | 2019.3.29  | 中島浩二       | こはまもとこ | 今村敦子     | こはまもとこ | こはまもとこ | 今村敦子     |
| 2019.4.1  | 2021.10.1  | 中島浩二       | こはまもとこ | 今村敦子     | 中島綾菜     | こはまもとこ | 今村敦子     |
| 2021.10.4 | 2022.9.30  | 中島浩二       | こはまもとこ | 今村敦子     | もりいまい   | こはまもとこ | 今村敦子     |
| 2022.10.3 | 現在       | 中島浩二       | こはまもとこ | 今村敦子     | 岡本ヒロミツ | こはまもとこ | 今村敦子     |

### 放送時間と番組の変遷
| 時期                         | 番組タイトル              | 月曜 - 木曜  | 金曜         |
| ---------------------------- | ------------------------- | ------------ | ------------ |
| 番組開始 - 1995年3月31日     | MORNING JAM               | 9:00 - 11:00 | 9:00 - 11:00 |
| 1995年4月3日 - 1997年3月31日 | BEAT 9TO5 MORNING JAM     | 9:00 - 11:00 | 9:00 - 11:00 |
| 1997年4月1日 - 1998年3月31日 | MORNING JAM               | 8:20 - 11:00 | 8:20 - 11:00 |
| 1998年4月1日 - 2003年3月31日 | ナカジー&バン MORNING JAM | 8:20 - 11:00 | 8:20 - 11:00 |
| 2003年4月1日 - 2013年3月29日 | MORNING JAM               | 8:20 - 10:55 | 8:20 - 10:55 |
| 2013年4月1日 - 2016年4月1日  | MORNING JAM               | 7:30 - 10:55 | 7:30 - 10:55 |
| 2016年4月4日 - 現在          | MORNING JAM               | 7:30 - 12:30 | 7:30 - 10:55 |

## 主なコーナー
2023年10月現在。
10:55までは本社1階「九州リースサービスStudio」からの放送で、月曜 - 木曜のみ11:30以降は6階Aスタジオに移動し非公開放送。
- 7:30 - 時刻コール、今日の数字

中島が1分ほどオープニングトークをした後、「7時半ですよ！」のコールで番組スタート。
「今日の数字」は、その日のニュースに関わる数字を紹介。似た内容であるTODAY'S KEY NUMBERと稀に数字、及び取り上げるニュースが被る時がある。
- 7:36頃 - 芸能スポーツバン記者736

プロ野球シーズン中はこの枠で前日の試合結果に触れる。
- 7:42頃 - WEATHER REPORT（気象情報）
- 7:46頃 - TRAFFIC REPORT（交通情報）
- 7:52頃 - リスナーからのメッセージ紹介

※7:58頃 ほぼ毎日、中島の喋りが途中で切れる。
- 8:00 - SUZUKI TODAY'S KEY NUMBER
- 8:09 - ルートインホテルズ 今日のスポーツ
- 8:10頃
  - <月 - 木>NEW TREND ONE
  - <金>Hand in Hand
- 8:20 - 今日の一言!【1】
- 8:26頃 - 芸能スポーツバン記者826

プロ野球以外のスポーツ情報はこの枠でフォローされる。
- 8:33頃 - TRAFFIC REPORT（交通情報）
- 8:40頃 - リスナーからのメッセージ紹介
- 8:46頃 - WEATHER REPORT（気象情報）
- 8:53 -〈金〉九電グループ presents わたしのまちのとっておき（提供：九電グループ）
- 9:00 - 問題です!!

正解者の中から抽選で1名に、銀のスプーンの商品がプレゼントされるクイズコーナー（2013年6月より。以前は、音楽ギフトカードや図書カード3000円相当や洋菓子であった）。
ヒントは8:48頃に中島から出されるが、直接的なヒントはほとんど出ない。問題によってはヒントが無いこともある。その場合、「ヒント無し!」とコールされる。
また、出題の際は、ヒントになるようなことは言わない（女性パーソナリティーは答えを知らない）。
- 9:14頃 - 女性パーソナリティのセレクトによるためになる情報
- 9:25頃 - TODAY'S REPORT（最新ニュース）

同タイトルで放送される他の時間帯のニュースとBGMが異なる。
- 9:29頃 - TRAFFIC REPORT（交通情報）
- 9:31頃
  - 〈月・木〉 - 福岡県だより
  - 〈火〉 -（財）JOICFP（ジョイセフ）使用済み切手国際キャンペーン(番組宛てに使用済み切手を送付してくれた会社名、及び個人名を紹介。以前は使用済みプリペイドカードであったが、流通の減少により変更された。)
  - 〈水〉 - ニュースをよむ
  - 〈金〉 - ウィークエンドランキング
- 9:40頃 - 〈月・火・木・金〉リスナーからのメッセージ紹介
- 9:46頃 - WEATHER REPORT（気象情報）
- 9:48頃 - おすすめ / これまで入っている最新ニュース（月曜はサッカー情報）
- 9:57頃 - 問題です!!の答え合わせと当選者発表
- 10:00 - 今日の一言!【2】
- 10:01 - リスナーの主張

リスナーから寄せられた言いたいこと、伝えたいことを紹介。冒頭で問題です!!の問題解説が行われる。
- 10:13頃 - JAMテレ

リスナーと電話をつなぐ。著名人の場合やゲストコーナーになることもある。
- 10:26頃 - TRAFFIC REPORT（交通情報）
- 10:30頃 - おもろい家族

リスナーの身の回りで起こった家族の面白いエピソードを紹介。週ごとに大賞を決定し表彰している。（それらをまとめた本を出版したことがある。下記を参照）。
- 10:43頃 - トクセン!FMラジオショッピング（FM Radio Shoppingを自社で製作している）
- 10:50頃 - バースデーコール・記念日コール・すっぽん(出生)コール 及び<金のみ>エンディング
- 10:55 フィラー枠
  - （月） - NTT docomo presents Enjoy!スマートライフ
  - （火） - D U know?
  - （水） - シエルトの未知しるべ
  - （木） - やさしく解説：産婦人科のおはなし
- 11:00 - 11:30：坂本美雨のディア・フレンズ
- 11:30頃 - 3秒以内に答えまSHOW

コーナー名通り、出題後3秒で答えるリスナー電話参加によるクイズコーナー。
正解時の賞金は1000円スタート。正解が出るまで翌日にキャリーオーバーされる。
- 11:40頃 - TRAFFIC REPORT（交通情報）
- 11:55 - フィラー枠
  - （月） - ふくおかグルメ手帖（提供：ふくや）
  - （火） - モダンプロジェ presents スタートアップRadio
  - （水・木） - D U Know?
- 12:00頃 - おもろい家族パート2
- 12:10頃 - ニュース総まくり
- 12:17頃  - 〈水〉水曜日のジャズ
- 12:25頃 - （月 - 木）エンディング
  - 上記の他に、占いコーナーが随所に放送される。